# Іспит

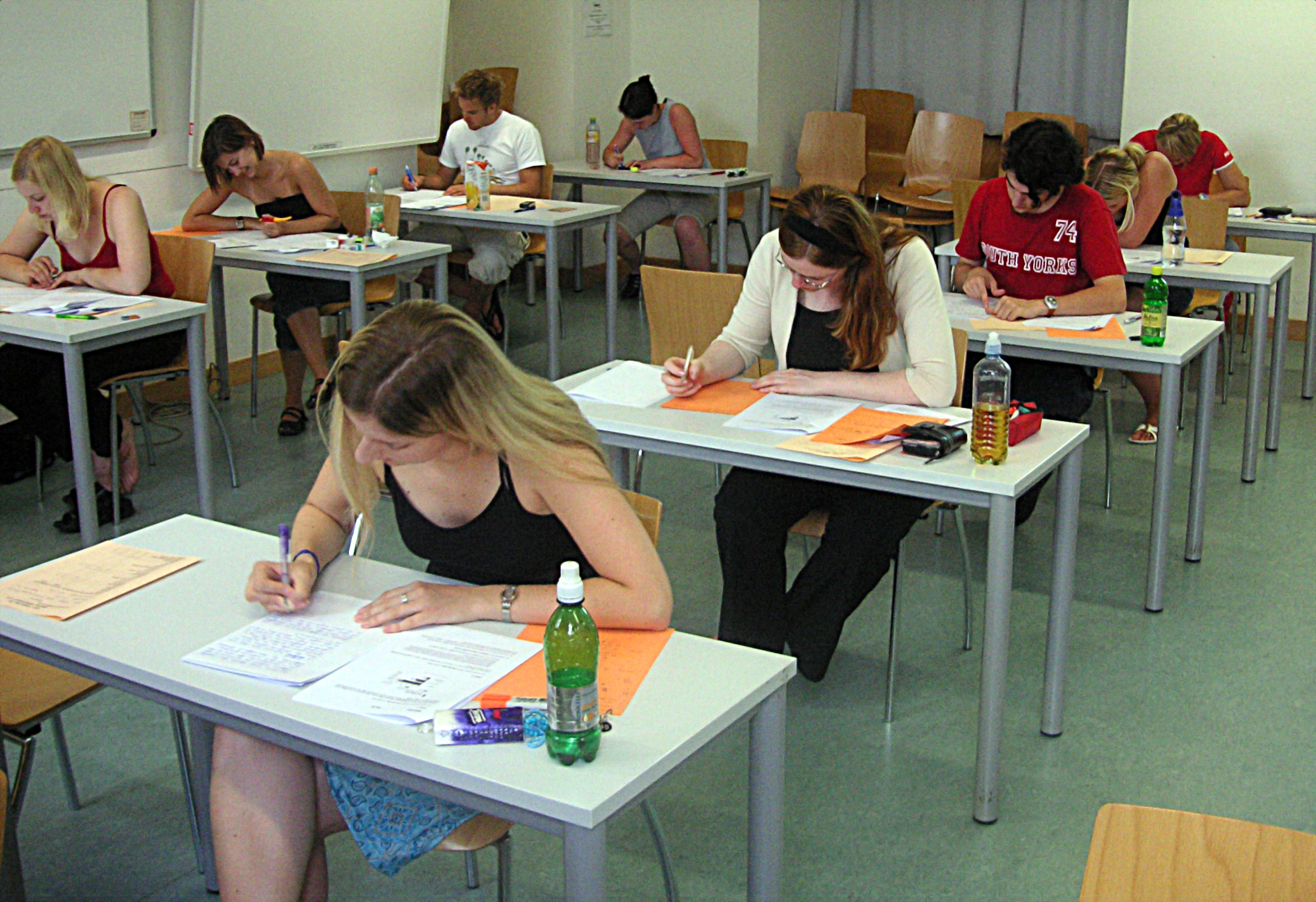
Тестовий іспит у Віденському університеті. 2005 рік

І́спит, також екза́мен (з лат. examen) — найпоширеніша оцінка знань, вмінь, підготовки та класифікації людини у різних галузях. Іспити бувають різними: університетськими, військовими, шкільними, іспит в ДАІ тощо.

## Оцінка
У різних країнах запроваджені різні типи шкали оцінювання учнів. В школах України використовується дванадцятибальна система, тобто від 1 до 12, де 1—3 є початковим рівнем, 4—6 середнім рівнем, 7—9 достатнім рівнем, та 10—12 високим рівнем.
В Англії та США результати іспитів фіксують від A до F, де A, B і C — позитивні оцінки та D, E та F — незадовільні оцінки.